# Mitzi Kapture
Mitzi Kapture (Yorba Linda, 2 mei 1962) is een Amerikaanse actrice, bekend van de televisieseries Silk Stalkings en Baywatch.

## Biografie
Mitzi Kapture werd geboren als Mitzi Gaynor Donahue op 2 mei 1962 in Yorba Linda (Californië) als dochter van Patrick en Bobbie Donahue, en groeide op in Atlanta (Georgia). Ze studeerde bedrijfskunde aan het Berry College en de Southern Technical University.
Ze begon haar carrière in films, maar stapte dan over naar televisie. Ze kreeg bekendheid met haar eerste vaste rol als Rita Lee Lance in de televisieserie Silk Stalkings, waar ze ook twee afleveringen van regisseerde. De serie liep acht seizoenen maar ze verliet de serie in 1995 na het vijfde seizoen om haar dochter te krijgen. In 1997 keerde ze terug naar televisie en speelde ze in twee tv-films. Van 1998 tot 1999 had ze een vaste rol in Baywatch als Alexis Ryker. Van 2002 tot 2005 was ze te zien in de soapserie The Young and the Restless op CBS. Naast haar film- en televisiewerk speelde ze ook in talloze theaterproducties in het Alliance Theatre in Atlanta.
Kapture heeft twee kinderen met haar ex-man Bradley Kapture.